# 만다나 카리미
만다나 카리미(페르시아어: ماندانا کریمی, 영어: Mandana Karimi, 1988년 5월 19일 ~ )는 이란의 배우 겸 모델로, 인도에서 주로 활동하고 있다.